# Hładosowe
Hładosowe (ukr. Гладосове) – osiedle na Ukrainie, w obwodzie donieckim, w rejonie bachmuckim. W 2001 liczyło 121 mieszkańców, spośród których 99 posługiwało się językiem ukraińskim, a 22 rosyjskim.